# A Vampyre Story
A Vampyre Story — point-and-click пригодницька відеогра розроблена Autumn Moon Entertainment для Windows і видана Crimson Cow.

## Сюжет
У стінах похмурого замку Варг, що знаходиться в похмурій гірській країні Драксільванії, в полоні у вампіра барона Шрауді фон Кіфера, перебувала молода, талановита оперна співачка Мона де Лафіт…
З тих пір, як вона перетворилася на вампіра, її найзаповітніше бажання полягало в тому, щоб повернутися до Парижу, продовжити свою музичну кар'єру і в один прекрасний день стати зіркою в Паризькій опері.
Коли Шрауді не повернувся з чергової «нічної прогулянки», у Мони з'являється можливість втекти. Разом зі своїм єдиним другом — нахабним кажаном на ім'я Фродерік, вона втікає зі своєї в'язниці і намагається знайти дорогу назад до Парижа.
Під час своєї подорожі Драксільванією, де вона стикається з деякими дивними мешканцями та ще дивнішими проблемами, Мона повинна вчитися не тільки приймати свою природу вампіра, а й використовувати набуті здібності…

## Геймплей
«A Vampyre Story» — класичний point-and-click-квест, де керування здійснюється кнопкою «мишки». Протягом гри потрібно буде вирішувати велику кількість головоломок, розмовляти з різноманітними персонажами.

## Розробка
Гра була розроблена компанією «Autumn Moon Entertainment», більшість співробітників якої раніше працювали в компанії LucasArts. Саундтрек до гри написав композитор Pedro Macedo Camacho.

## Відсилання до інших творів
- Один з персонажів гри, жінка, яка продає коня, носить прізвище Стокер. Це відсилання до Брема Стокера, автора роману «Дракула».
- Гра містить безліч відсилань до ігор компанії LucasArts, закрема серії Monkey Island, Sam & Max, Full Throttle, Grim Fandango та інших.
- В грі Мона виконує пісню «Who Let the Wolves Out?», яка є відсиланням до популярної пісні «Who Let the Dogs Out?»

## Відгуки
- «Квест року» за версією журналу «Домашній ПК».
- «Квест року» за версією журналу «Игромания»